# 男公关 (风俗业)
男公关（日語： / 英語：）主要是指在日本公关店、男孩酒吧、晚餐俱乐部等地方从事娱乐接待服务的男性从业人员。 此外，还有在店外接待顾客的外卖男公关，以及随着互联网普及而出现的个体男公关。 而当位于歌舞伎町的男公关店“爱（愛）”成为当时最强的男公关店后，许多没钱去消费的女性顾客开始前往表演酒吧、晚餐俱乐部、小吃店寻求男公关服务。

## 名称由来
男公关店的经营者和老顾客习惯将“男公关”称为。 散文家中村典子在她于2002年出版的书中指出，许多男公关的源氏名非常平庸，甚至还有类似武将或宝冢艺人的名字，以及纯粹的恶搞名字。 男公关阿散井恋次则在接受周刊杂志《数字星期五》的采访时表示，他的源氏名是他根据他的祖父在电视上回答他的孙子们所喜欢的角色名而起的。

## 服务内容
在男公关店里，男公关们除了为顾客提供服务之外还需从事拉拢女性进店及在店外加深自己与顾客或潜在顾客关系等促销服务。 特别是新手男公关除了从事清洁等杂务工作外，还要从事招揽客人的工作。 这是因为顾客几乎不可能通过广告宣传而进店消费，同时男公关店外也没有任何拉客人员；而男公关们的核心业务就是服务顾客，因此他们不可能不靠自己来吸引顾客。 因为根据《对风俗业务等产业的监管及合理经营法》的要求，风俗店被禁止在店外拉客。 而根据一本在2022年8月出版书籍的说法，男公关店的兜售是通过一种叫“外部推销员”的男性从业人员来完成。 这是为了规避被警察逮捕的风险，而外部销售员可以通过其与男公关店的合同而获得介绍费。 而根据2021年所出版的《女大学生风俗娘：性与新冠贫困的告白（女子大生風俗嬢 性とコロナ貧困の告白）》一书中对男大学生的采访显示，男公关们在他们工作时间之外通过网络约会应用程序和LINE等软件与女性联系并邀请她们来男公关店。
男公关提供多种服务，部分可以参见下表。
| 服务项目 | 服务内容                                                                                                   |
| -------- | --- |
| 偶像服务 | 男公关与客户的关系是一种以金钱为价值的往来关系，类似于日本的偶像崇拜。 这也被称为“金元服务”。              |
| 恋爱服务 | 男公关会表现得与客户之间仿佛有追求关系一般。                                                               |
| 强硬服务 | 男公关会表现得态度恶劣并要求客户为自己的业绩买单。                                                         |
| 结婚服务 | 男公关会承诺在自己隐退之后与客户结婚。 为了取信客户，男公关甚至会安排客户与自己父母见面。                  |
| 情侣服务 | 男公关会表现得自己如同客户的情侣。                                                                         |
| 情趣服务 | 男公关会表现得将客户当成自己的恋爱候补。                                                                   |
| 养成服务 | 在初期，男公关不会让客户为自己花钱。直至他们确认客户已经全身心沉浸在自己身上后，男公关就会要求她们掏钱了。 |
| 同居服务 | 男公关会与客户同居作为服务的一部分。                                                                       |
| 朋友服务 | 男公关会将客户当成自己的好友进行服务。                                                                     |
| 本命服务 | 男公关会将客户当成自己的“天命真女”，属于恋爱服务的一种。                                                   |
| 陪睡服务 | 男公关会诱惑客户到情趣酒店等地方与自己发生性关系，作为恋爱服务的衍生。                                     |
| 留宿服务 | 留宿客户家内并假装彼此是情侣关系以借此掌控客户生活。                                                       |
| 病娇服务 | 假装自己在生理或心理上罹患疾病，以获取客户同情并捞取钱财。                                                 |

在过去，依据歌舞伎町的审美来说，如果男公关提供了陪睡，那么他就会被视为低贱，因此很多男公关都将陪睡视为一种禁忌。 但是自从进入令和年代，陪睡服务在男公关行业开始变得流行起来。 从事陪睡服务的男公关被称为“（陪睡男公关）”，而那些与多名顾客陪睡的男公关则被称为。 AV女优高岛明实依据自己的经验表示，在女公关店消费的男性和在男公关店消费的女性在面对性行为时具有明显的差异。 男顾客会单纯将与女公关发生性关系作为目标；但女顾客在男公关发生性关系后会追求与其他女顾客在该男公关心中的排名。

## 男模會館
在台灣日式公關店被稱作為男模會館，類似於酒店。主要提供給女顧客消費，包廂內男公關一字排開，給女顧客點檯、選人，現今主要服務女性客人的男模店市場興起，男公關喝酒、唱歌、跳舞帶動包廂氣氛，極力討好女客人。

### 出典
1. ↑  柏原 2003，第150頁.
2. ↑  武岡 2017，第189頁.
3. ↑  . 日刊SPA. 扶桑社. 2015-03-24  [2023-02-06]. （原始内容存档于2015-03-26）.
4. ↑  . CYZO（日语：サイゾー）. 2012-09-22  [2023-02-06]. （原始内容存档于2023-02-06）.
5. ↑  石井 2020，第70頁.
6. ↑  別冊宝島編集部 2011，第52頁.
7. ↑  中村うさぎ; 倉田真由美.  1st Edition. 角川書店. 2002. ASIN 4048837915. ISBN 9784048837910.
8. ↑  . 数字星期五. 2022-06-05  [2023-02-06]. （原始内容存档于2023-02-06）.
9. ↑  木島 2009，第148-149頁.
10. ↑  世田谷浪漫. . MyNavi News（日语：マイナビニュース）. 2013-03-15  [2023-02-06]. （原始内容存档于2023-02-06）.
11. ↑  木島 2009，第149-150頁.
12. ↑  木島 2009，第149頁.
13. ↑  木島 2009，第150頁.
14. ↑  武岡 2017，第190頁.
15. ↑  宇都宮 2022，第43頁.
16. ↑  大泉 2022，第157-158頁.
17. ↑  大泉 2022，第158頁.
18. ↑  中村 2021，第150頁.
19. 1 2 3  木島 2009，第164頁.
20. ↑  . 活力门. 2022-01-26  [2023-02-07]. （原始内容存档于2022-03-19）.
21. ↑  大泉 2022，第68頁.
22. 1 2 3 4 5  大泉 2022，第19頁.
23. 1 2 3 4 5 6 7  . Horeru.com. 2018-09-22  [2023-02-07]. （原始内容存档于2021-06-25）.
24. ↑  武岡 2017，第192頁.
25. ↑  . Bucchinews. 2017-05-22  [2023-02-07]. （原始内容存档于2021-04-14）.
26. ↑  中村 2021，第154-155頁.
27. ↑  . Horeru. 2019-09-17  [2023-02-07]. （原始内容存档于2016-12-21）.
28. ↑  鈴木 2014，第111頁.
29. ↑  佐々木 2022，第123頁.
30. ↑  . Abema. 2022-03-16  [2023-02-08]. （原始内容存档于2022-03-26）.
31. ↑  佐々木 2022，第123-124頁.
32. ↑  . KAI-YOU Inc. 2017-11-02  [2023-02-08]. （原始内容存档于2020-11-10）.
33. ↑  佐々木 2022，第124頁.
34. ↑  高嶋 2020，第96頁.
35. ↑  高嶋 2020，第97-100頁.
36. ↑  [新聞]男模包廂脫光光「女客狂摸肌」！

### 文献
- MAYURA. . 主婦の友社. 2018-12-20. ASIN 4074336804. ISBN 978-4-07433680-7.

- 石井, 光太.  1st Edition. KADOKAWA. 2020-09-25. ASIN B08HPL5K2Z. ISBN 978-4-04-108023-8.

- 宇都宮, 直子.  428 1st Edition. 2022-08-06. ISBN 978-4-09-825428-6.

- 大泉, りか. . 鉄人社. 2022-08-20. ISBN 978-4-86537-244-1.

- 柏原, 蔵書.  1st Edition. KKベストセラーズ. 2003-07-05. ASIN 4584159653. ISBN 4-584-15965-3.

- 木島, 由晶. . 「男らしさ」の快楽 ポピュラー文化からみたその実態 (勁草書房). 2009-09. ASIN 4326653477. ISBN 978-4-326-65347-8.

- 小森, めぐみ. . 社会心理学研究 (日本社会心理学会). 2017-11-21, 33 (3). ISSN 0916-1503. doi:10.14966/jssp.1623.

- 佐々木, チワワ. . 扶桑社新書 420 1st Edition. 扶桑社. 2022-01-01. ASIN B09NVJYF7L. ISBN 978-4-594-09026-5.

- 鈴木, 大介. . 幻冬舎新書 360. 幻冬舎. 2014-09-30. ASIN B00OZHJ53M. ISBN 978-4-344-98361-8.

- 高木, 瑞穂.  1st Edition. 大洋図書. 2018-12-12. ASIN B07Q281135. ISBN 978-4-8130-2279-4.

- 高嶋, めいみ. . 主婦の友社. 2020-11-30. ASIN 4074435659. ISBN 978-4-07-443565-4.

- 武岡, 暢.  1st Edition. 新曜社. 2017-02-28. ASIN 478851513X. ISBN 978-4-7885-1513-0.

- 中村, 淳彦. . 宝島社新書 607. 宝島社. 2021-05-24. ASIN B092ZMZ54K. ISBN 978-4-299-01473-3.

- 中村, 孝雄. . 労働新聞社. 2020-08. ASIN 4897618258. ISBN 9784897618258.

- 西谷, 格. . 小学館新書 328 1st Edition. 小学館. 2018-04-03. ASIN B07BPQLXKH. ISBN 978-4-09-825328-9.

- 日名子, 暁; 夏原, 武; 山岡, 俊介; 江藤, カズオ; 渡部, 克己. . 宝島社文庫 667. 宝島社. 2001-11-08. ASIN 4796672583. ISBN 4-7966-2449-X.

- 別冊宝島編集部 (编).  1st Edition. 宝島社. 2011-09-20. ASIN 4796684301.

- 三浦, 展; 柳内, 圭雄. . 光文社新書 376 1st Edition. 光文社. 2008-11-20. ASIN B00KS3FE96. ISBN 978-4-334-03479-5.